# Gaillardia
Gaillardia är ett växtsläkte i familjen korgblommiga växter. Släktet kommer ursprungligen från Nordamerika och omfattar ett trettiotal arter som trivs i soliga lägen. Flera arter, sorter och hybrider har blivit omtyckta trädgårdsväxter. Släktet är uppkallat efter den franske botanikern Gaillard de Charentonneau som verkade på 1700-talet.

## Några arter
- Ettårigt kokardblomster (Gaillardia pulchella)
- Kokardblomster (Gaillardia aristata)